# Edward Buca
Edward Buca (ur. 24 marca 1926 w Nadybach, zm. w 2013) – polski żołnierz ruchu oporu podczas II wojny światowej, członek Armii Krajowej, więzień sowieckich łagrów.

## Życiorys
Przed wybuchem wojny zdołał ukończyć sześc klas szkoły podstawowej. W wieku 15 lat został wstąpił w szeregi Armii Krajowej. Brał udział w walkach w okolicach Lwowa, był również dowódcą grupy likwidacyjnej w Samborze. Dwukrotnie aresztowany przez Niemców, za każdym razem udało mu się uciec.
Po zajęciu miasta przez Armię Czerwoną, został członkiem organizacji wojskowej NIE. Kiedy NKWD przeprowadziło masowe aresztowania wśród Polaków, w dniu 4 maja 1945 roku zatrzymany i uwięziony został także Buca. W sierpniu 1945 roku Wojenny Trybunał Armii Radzieckiej skazał go na śmierć, jednak wskutek napisanej wraz z innymi prośby, Rada Najwyższa ZSRR zamieniła karę na 20 lat katorgi. Został zesłany do Workuty, gdzie pracował m.in. przy budowie kopalni, elektrowni, linii kolejowych i innych obiektów.
Kiedy w 1953 roku umarł Józef Stalin, a następnie aresztowano Ławrientija Berię, w dniu 19 lipca wybuchło w Workucie powstanie, którego jednym z przywódców był Edward Buca. Więźniowie odmówili wyjścia do pracy. Wysunięto żądania zwolnienia z obozów więźniów politycznych o zbyt długich wyrokach, pozwoleń na spotkania z bliskimi, 9-godzinnego dnia pracy i przelewania zarobionych przez skazańców pieniędzy ich rodzinom. Uwolniono więźniów zamkniętych w izolatkach, organizowano pikiety i wiece. Bunt został stłumiony 1 sierpnia 1953 roku, kiedy to obozowa załoga otworzyła ogień do protestujących. Buca ocalał z masakry, jednak otrzymał dodatkowe 10 lat kary.
W 1958 roku został przekazany władzom PRL. Jeszcze w tym samym roku Sąd Wojewódzki w Łodzi skazał go ponownie na karę śmierci, zamienioną - na mocy amnestii z 1956 roku - na karę 13 lat pozbawienia wolności, na poczet której zaliczono jednak pobyt w łagrze. Buca nie dostosował się jednak do nowej rzeczywistości. Mieszkając w Katowicach, był inwigilowany przez Służbę Bezpieczeństwa. Ostatecznie w październiku 1971 roku, przy pomocy samochody ciężarowego zarejestrowanego w Austrii, uciekł do Szwecji (wcześniej odmówiono mu wydania paszportu). Tam, pod opieką Michała Lisińskiego z Radia Wolna Europa oraz Kanadyjczyka Kennedy Wellsa spisał swoje wspomnienia z pobytu w łagrze. Zostały one wydane w 1976 roku w Londynie pod tytułem "Vorkuta". 
Ze Szwecji przeniósł się do Kanady, skąd – działając przez pełnomocnika – w 1999 roku wszczął proces sądowy o unieważnienie wyroku z 1958 roku oraz odszkodowanie. Po 1990 roku kilkukrotnie przyjeżdżał do Polski. W 1993 roku opublikowana została druga z jego wspomnieniowych książek pt. "W piekle czerwonego imperium".
Postanowieniem z dnia 30 grudnia 2013 roku Sąd Okręgowy w Łodzi uznał wyrok skazujący z 1958 roku za nieważny. Natomiast w marcu 2013 roku Sąd Okręgowy w Szczecinie przyznał mu zadośćuczynienie w wys. 565 tys. złotych.
W 2013 roku Edward Buca powrócił z emigracji i zamieszkał w Szczecinie. W tym samym roku zmarł.